# Telma Ágústsdóttir
Telma Ágústsdóttir, född 27 januari 1977 i Reykjavik, är en isländsk sångerska.
Tillsammans med Einar Ágúst Víðisson vann hon den isländska uttagningen till Eurovision Song Contest 2000 med bidraget Hvert sem er. Till finalen översattes bidraget till engelska och fick titeln Tell Me!. De kom på 12:e plats med 45 poäng.